# Katastrophensoziologie
Die Katastrophensoziologie ist ein Teilgebiet der Soziologie, welches sich mit sozialen Aspekten von Katastrophen beschäftigt. 
Weil Katastrophen immer wiederkehrende soziale Grundtatbestände sind – man könnte sie mit ihren Folgen auch als besonders dramatisch verlaufende Prozesse sozialen Wandels interpretieren –, gehört die Katastrophensoziologie theoretisch zur Allgemeinen Soziologie. Sie wird jedoch oft auch als Spezielle Soziologie eingestuft. Gleichzeitig grenzt sie eng an benachbarte Gebiete der interdisziplinären Risikoforschung und der Massenpsychologie an, die sich mit der Verursachung von Katastrophen bzw. mit der psychologischen Bewältigung ihrer Folgen befassen. Anlass zur Etablierung der Disziplin in Deutschland war die Verbesserung der politischen und rechtlichen Vorkehrungen zum Katastrophenschutz in Deutschland.

## Aufgaben
Im Einzelnen beschäftigt sich die Katastrophensoziologie mit den soziostrukturellen Voraussetzungen und Folgen von Katastrophen sowie mit den sozialen Prozessen während ihres Eintritts und danach. Zu den ersteren gehört etwa die Frage nach den von Katastrophen besonders betroffenen Gruppen oder Schichten der Bevölkerung. Zu letzteren gehören das soziale Handeln der Opfer, der Organisationen des Katastrophenschutzes sowie der durch Katastrophen ausgelöste gesamtgesellschaftliche oder sektoral begrenzte soziale Wandel. Sie umfasst damit auch die Analyse von katastrophalen Fällen aus der „Risikosoziologie“.
Die Katastrophensoziologie in Deutschland beschäftigte sich zunächst mit direkten Fragen des Zivilschutzes. Angesichts von 16 verschiedenen gesetzlichen Definitionen von „Katastrophe“ im Rahmen der Katastrophenschutz-Gesetzgebung der Bundesländer wurden ab 1971 an der späteren Katastrophenforschungsstelle des Institutes für Soziologie der Universität Kiel theoretische Anstrengungen unternommen, den umgangssprachlichen Begriff „Katastrophe“ soziologisch-begrifflich zu präzisieren. Der entsprechende theoretische Ansatz wird auch als Kieler Schule der Katastrophensoziologie bezeichnet. Diese Bemühungen werden seit 2011 am Fachbereich Politik- und Sozialwissenschaften an der Freien Universität Berlin fortgeführt.
Die Katastrophensoziologie (ähnlich wie z. B. die Agrarsoziologie) liegt immer noch fernab vom deutschen soziologischen Mainstream. In den USA hatte sich eine Katastrophensoziologie bereits in den 1950er und 1960er Jahren – also in der Phase des Kalten Kriegs – entwickelt. Hier galt das Interesse vor allem den Folgen eines Angriffs mit thermonuklearen Bomben. Wieland Jäger warf den dort entwickelten theoretischen Modellen vor, dass sie von unrealistischen, ideologischen Voraussetzungen ausgingen: einer bis zum Eintritt der Katastrophe idyllischen, klassenlosen, konfliktfreien Gesellschaft, einem ausgeprägten Wertekonsens und einem spontanen Einschwingen in einen Gleichgewichtszustand nach der Katastrophe. In dieser Perspektive sind z. B. Massenhysterien und anomisches Verhalten extern verursachte Störungen eines Gleichgewichtszustands, die ihre Ursprünge jedenfalls nicht in der Gesellschaft haben. In den USA wird der kritische Beitrag der deutschen Katastrophensoziologie, der diese Annahmen in Frage stellte, durchaus gewürdigt.
Ein relevanter Vertreter der neueren Katastrophensoziologie in den USA ist Robert A. Stallings (* 1944). Er lehrte bis 2004 an der University of Southern California und analysierte u. a. die möglichen sozialen Folgen von Erdbeben in Großstädten – etwa die Entstehung von Geisterstädten – sowie organisatorische Strategien ihrer Bewältigung. Auch die italienische Katastrophensoziologie (z. B. E. M. Quarantelli) befasst sich mit diesem Thema.
Spezifisch für den Kieler Ansatz war die Beschreibung möglicher Prozessabläufe. Heute spielen in der internationalen Diskussion Fragen nach der Vulnerabilität, d. h. der Anfälligkeit von Systemen und Gesellschaften für Katastrophen, und nach ihrer Verletzlichkeit sowie Resilienz, d. h. der Widerstandsfähigkeit gegenüber Katastrophen und der Fähigkeit zur Erholung nach Katastrophen eine größere Rolle. Auch tritt seit 2001 die Beschäftigung mit den sozialen Folgen terroristischer Anschläge in den Vordergrund der Forschung. Dies schließt auch Versuche ihrer mathematischen Modellierung ein.

## Theoretische Ansätze
Verschiedene soziologische Ansätze versuchen das Phänomen „Katastrophe“ begrifflich zu fassen. Sie meinen nur teilweise dieselben Geschehnisse.
In der – beginnend mit Enrico Quarantelli – sehr pragmatisch orientierten US-amerikanischen Sociology of Disaster wird erst neuerdings catastrophe von disaster abgetrennt. Die Katastrophe gilt dabei als überörtliche soziale Vernetzung von lokalen Schadereignissen.
Organisationssoziologische Ansätze in der Folge von Charles Perrow betonen die Normalität und Häufigkeit des Auftretens auch von katastrophalen Unfällen in zunehmend komplexen, eng gekoppelten soziotechnischen Systemen, die entsprechende Fernwirkungen verursachen können.
Jared Diamond beschreibt in Einzelfallstudien desaströse Auswirkungen von gesellschaftlichen und politischen Entscheidungen und Strukturen (z. B. überzentralisierte politische Entscheidungen), die die ökologischen, ökonomischen und kulturellen Grundlagen ganzer Gesellschaften zerstören können, aber auch die erfolgreichen Strategien der Katastrophenverhinderung.
In Deutschland wird „Katastrophe“ mit Kategorien der allgemeinen Soziologie wie folgt definiert:
In der Systemtheorie (in der Nachfolge von Niklas Luhmann) figuriert sie als reines Produkt von Kommunikationen und bezeichnet etwas, was zugleich unausweichlich und nicht gewollt ist: eine besondere Form von „Gefahr“.
Für Ulrich Beck sind Katastrophen zivilisatorische „Nebenwirkungen“ bzw. ungeplante Folgen der industriegesellschaftlichen Reichtumsproduktion. Ohne eine nähere Analyse des Katastrophen-Begriffs bezeichnet Beck die gegenwärtige Risikogesellschaft als „eine Katastrophengesellschaft. In ihr droht der Ausnahme- zum Normalzustand zu werden.“ Aktuelle Risiken und potentielle Katastrophen bestärkten autoritäre Maßnahmen bis hin zu einem „Totalitarismus der Gefahrenabwehr“, der die Demokratie bedrohe (Stichworte: Atomstaat, Überwachungsstaat, Gorleben).

### Kieler Schule der Katastrophensoziologie
Nach Lars Clausen wird „Katastrophe“ prozess- und figurations- und tauschtheoretisch als ein extrem beschleunigter, extrem vernetzter und extrem dämonisierter Prozess des sozialen Wandels aufgefasst, der in jeder Form von Gesellschaft auftreten könne.
Schlüsselkonzepte bzw. -modelle dieses Kieler Ansatzes sind der Experten-Laien-Konflikt, das Stadienmodell FAKKEL, das Phasenmodell LIDPAR und der Noah-Effekt. So nennt Clausen nach dem biblischen Überlebenden der Sintflut Noah einen Typ des katastrophalen sozialen Wandels, bei dem jemand, der ihn heil überstanden hat, zugeschrieben wird, er sei dazu „von oben“ (göttlich, charismatisch) „erwählt“ worden. oder die Sündenbocksuche.

#### Stadienmodell FAKKEL
Das Stadienmodell FAKKEL wurde 1983 von Clausen publiziert und sieht den Ausgangspunkt für Katastrophen in der mangelnden Kommunikation zwischen Experten und Laien und beschreibt idealtypisch sechs gesellschaftliche Stadien des sozialen Wandels zur Katastrophe hin. Kennzeichnend für diesen oft ritualhaften Prozess ist der Zusammenbruch des Austausches zwischen Experten und Laien:
1. die „Friedensstiftung“ – eine einschneidende Notlage ist behoben worden, der soziale Wandel dorthin ist gründlich, schnell und realistisch gewesen, Experten und Laien sind erfolgreiche Verbündete;
2. die „Alltagsbildung“, unterteilt in „Institutionalisierung“ und „Routinisierung“ – ein infolgedessen unnötig erscheinender und sehr langsamer neuer sozialer Wandel, aber die Experten etablieren sich mit zunehmendem Abstand von der Friedensstiftung abgesondert von den Laien; den Experten wird magisches Potenzial zugeschrieben;
3. die „Klassenformation“ – das Gegenüber von Experten und Laien – radikalisiert sich, d. h. beide Subkulturen trennen sich voneinander und äußern sich zunehmend verächtlich (Experten gegenüber Laien) bzw. misstrauisch (umgekehrt), so dass sich neuartige Katastrophenmöglichkeiten unbemerkt aufbauen;
4. der „Katastropheneintritt“ – neuartige Katastrophen treten unvermutet (rapide) ein;
5. das „Ende aller Sicherheit“ – die sozialen Netze brechen zusammen, das Vertrauen in die Experten ist gänzlich verloren gegangen, die Laien werden notgedrungen zu kurzsichtig fortwurstelnden 'Katastrophenrealisten';
6. die „Liquidation der Werte“, bei praktisch missachteten und nun in Vergessenheit geratenden alten Werthaltungen wird der verzweifelte Zustand stationär, es kommt zu einer Verlangsamung des Wandels. Die Gesellschaft geht in der Folge unter, teilt sich, schließt sich anderen Gesellschaften (Invasoren) an oder findet doch eine eigene ‚Lösung‘ (= neue „Friedensstiftung“).

#### Ablaufmodell LIDPAR
LIDPAR ist ein Ablaufmodell für eine eintretende Katastrophe, das Wolf R. Dombrowsky 1983 in die deutsche Katastrophensoziologie eingeführt hat. Es beschreibt sechs Phasen:
1. die „Latenzphase“ – ein bedrohliches Schadensereignis ist möglich („liegt in der Luft“), es herrscht aber noch Ungewissheit, ggf. wird „Rufbereitschaft“ angeordnet;
2. die „Identifikationsphase“ – die Warnungen werden konkret, man muss sich auf eine Katastrophe bestimmten Typs einstellen;
3. die „Definitionsphase“ – die eintretende Gefahr wird kategorisiert, damit werden auch die zu alarmierenden Zuständigkeiten und Verantwortlichkeiten bezeichnet;
4. die „Personalisationsphase“ (soziologisch die wichtigste) – „Retter“ und „Opfer“, (evtl. bereits „Täter“) werden identifiziert;
5. die „Aktionsphase“ – die Katastrophe wird bekämpft, unterbunden bzw. gelindert („Einsatz“); Untergang der Opfer und Retter ist nicht ausgeschlossen;
6. die „Rückkoppelungsphase“ – es wird kritisiert, Lehren werden gezogen, Prophylaxevoschläge für Kommendes werden durch überlebende Akteure oder Andere formuliert, ggf. organisiert.

Als Beispiel für diesen Ablauf könnte die allmähliche Erkenntnis des desaströsen Folgen der DDT-Verwendung genannt werden.

## Ergebnisse
Die theoretischen und praktischen Ergebnisse der Katastrophensoziologie sind in der Mainstream-Soziologie wenig deutlich, werden aber in der deutschen fachübergreifenden katastrophenbezogenen Forschung in Medizin, Natur- und Ingenieurwissenschaften und Psychologie und darauf fußend in der Praxis des Katastrophenschutzes rezipiert. Dies kann auch durch die Mitwirkung von Katastrophensoziologen in der Schutzkommission beim Bundesministerium des Innern erklärt werden (Die Schutzkommission wurde 2015 aufgelöst).